# Agrotis irroratapallida
Agrotis irroratapallida är en fjärilsart som beskrevs av Tutt 1892. Agrotis irroratapallida ingår i släktet Agrotis och familjen nattflyn. Inga underarter finns listade i Catalogue of Life.